# Grande Prêmio do Cinema Brasileiro 2020
A 19.ª cerimônia (português brasileiro) ou cerimónia (português europeu) de entrega do Grande Otelo foi apresentada pela Academia Brasileira de Cinema e Artes Audiovisuais (ABCAA), com o patrocínio da TV Globo e da Sabesp, através da Lei Federal de Incentivo à Cultura do Ministério da Cultura. O evento foi realizado no Theatro Municipal de São Paulo, no dia 11 de outubro e homenageou os profissionais e filmes lançados comercialmente no ano de 2019. Pela segunda vez o evento aconteceu na capital paulista após 17 edições no Rio de Janeiro. Devido às restrições devido à pandemia de COVID-19, o evento foi realizado de maneira remota e sem a presença do público.
Bacurau ganhou seis prêmios, o maior vencedor da noite, incluindo o prêmio de Melhor Filme. Outros vencedores foram A Vida Invisível, com cinco prêmios, Simonal com quatro prêmios, Hebe: A Estrela do Brasil e Cine Holliúdy 2: A Chibata Sideral com dois e Estou Me Guardando para Quando o Carnaval Chegar eTurma da Mônica – Laços com um.

## Vencedores e indicados
Os nomeados para a 19ª edição foram anunciados na página oficial da Academia em 27 de agosto de 2020. 
Os vencedores estão em negrito.
| Melhor Longa-Metragem de Ficção | Melhor Direção |
| --- | --- |

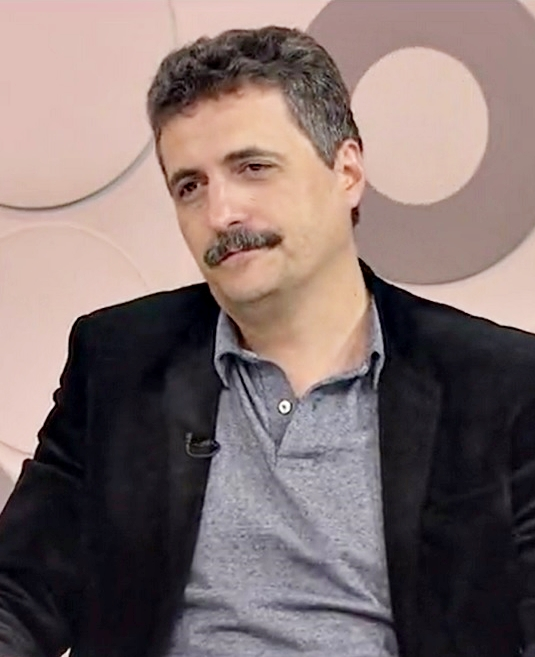
Kleber Mendonça Filho, Co-Melhor Direção e Melhor Roteiro Original

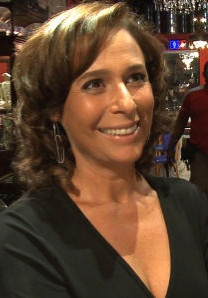
Andréa Beltrão, Melhor Atriz

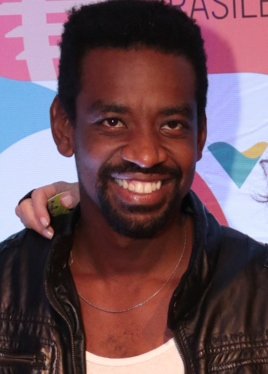
Fabrício Boliveira, Co-Melhor Ator

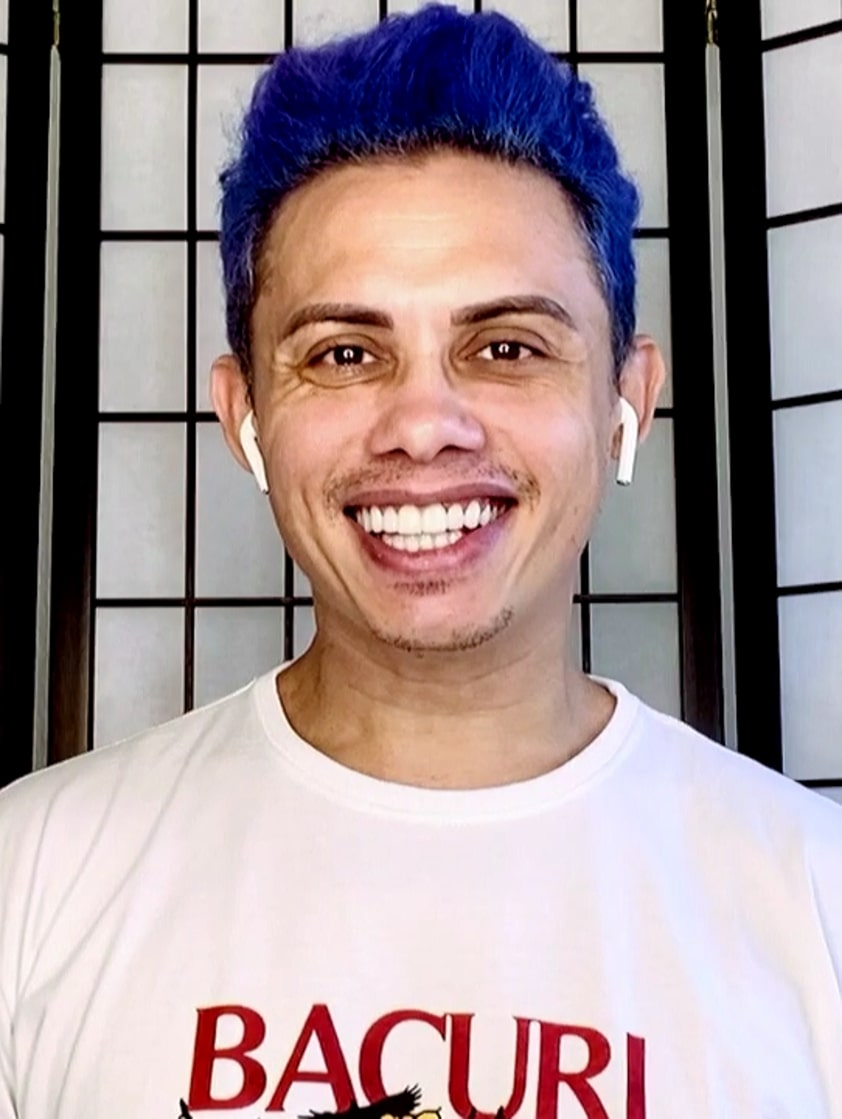
Silvero Pereira, Co-Melhor Ator

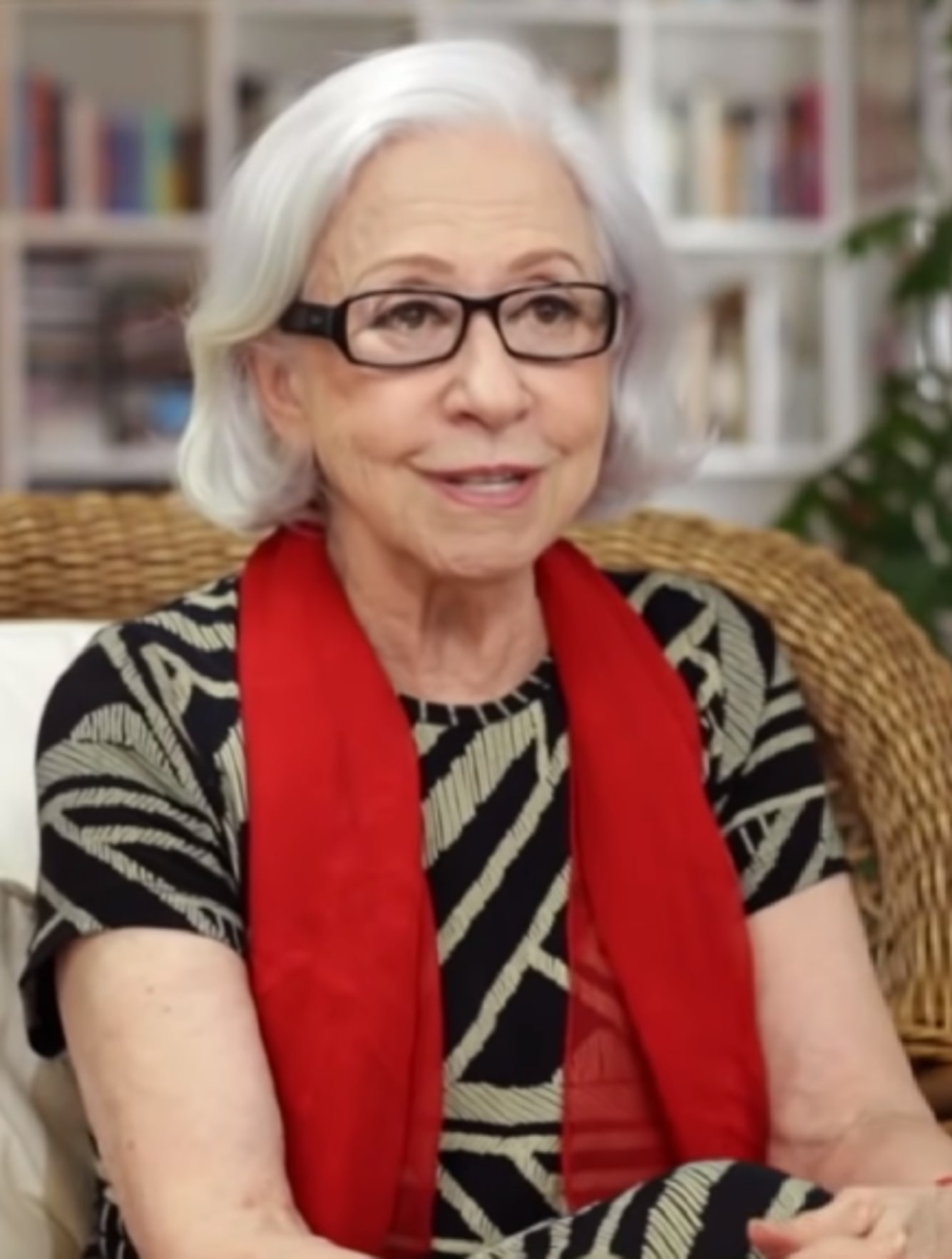
Fernanda Montenegro, Melhor Atriz Coadjuvante

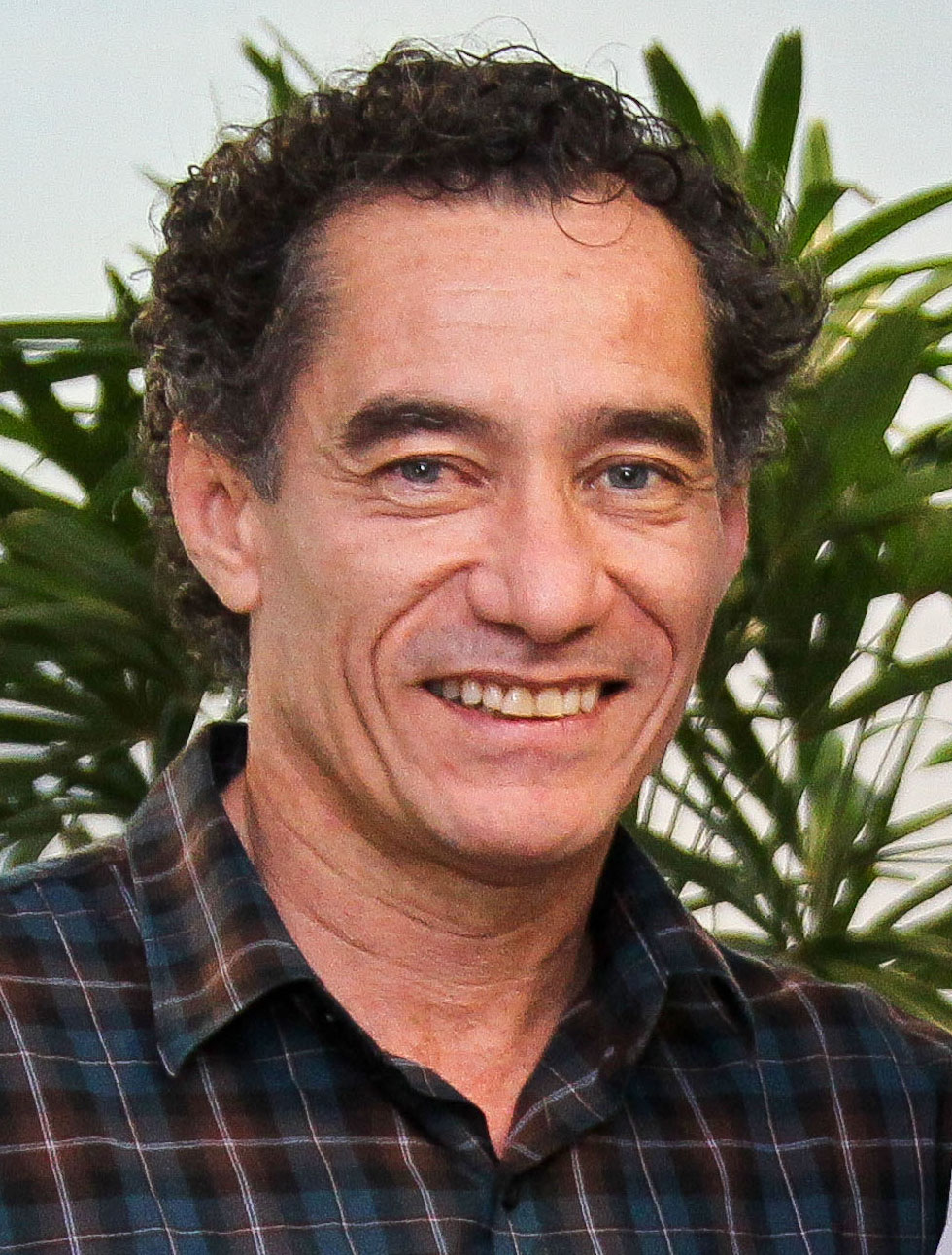
Chico Díaz, Melhor Ator Coadjuvante

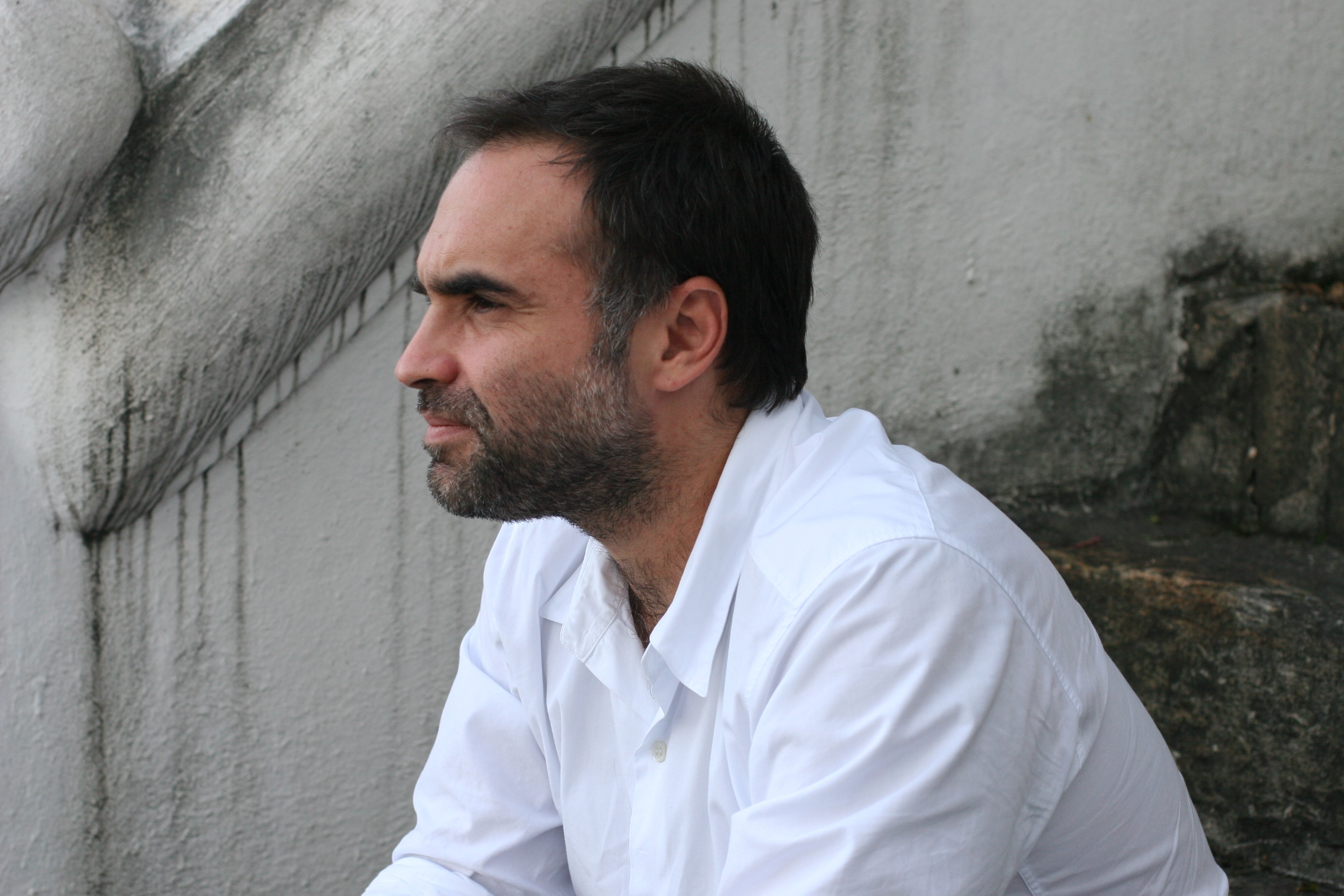
Karim Aïnouz, Co-Melhor Roteiro Adaptado

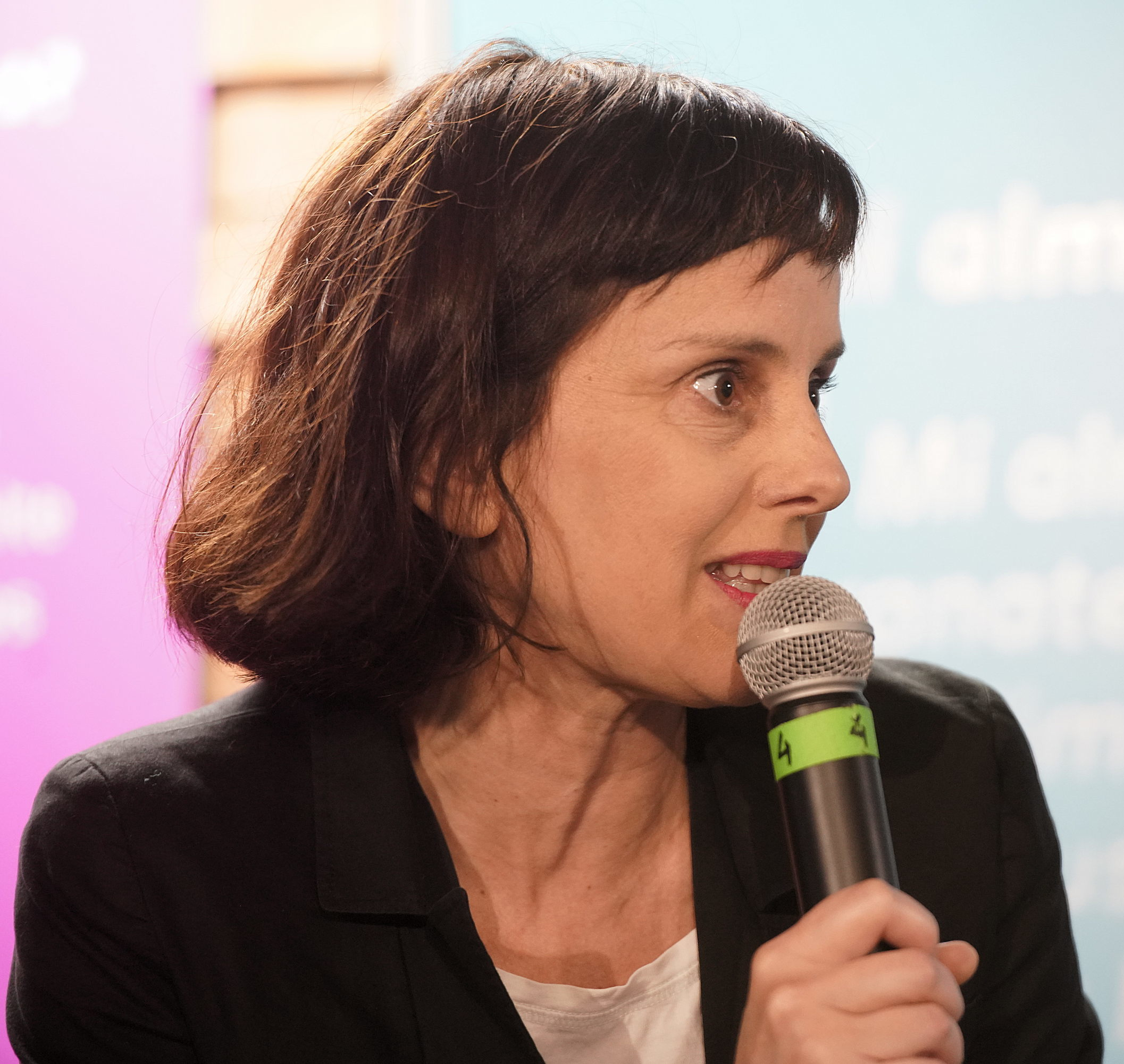
Inés Bortagaray, Co-Melhor Roteiro Adaptado

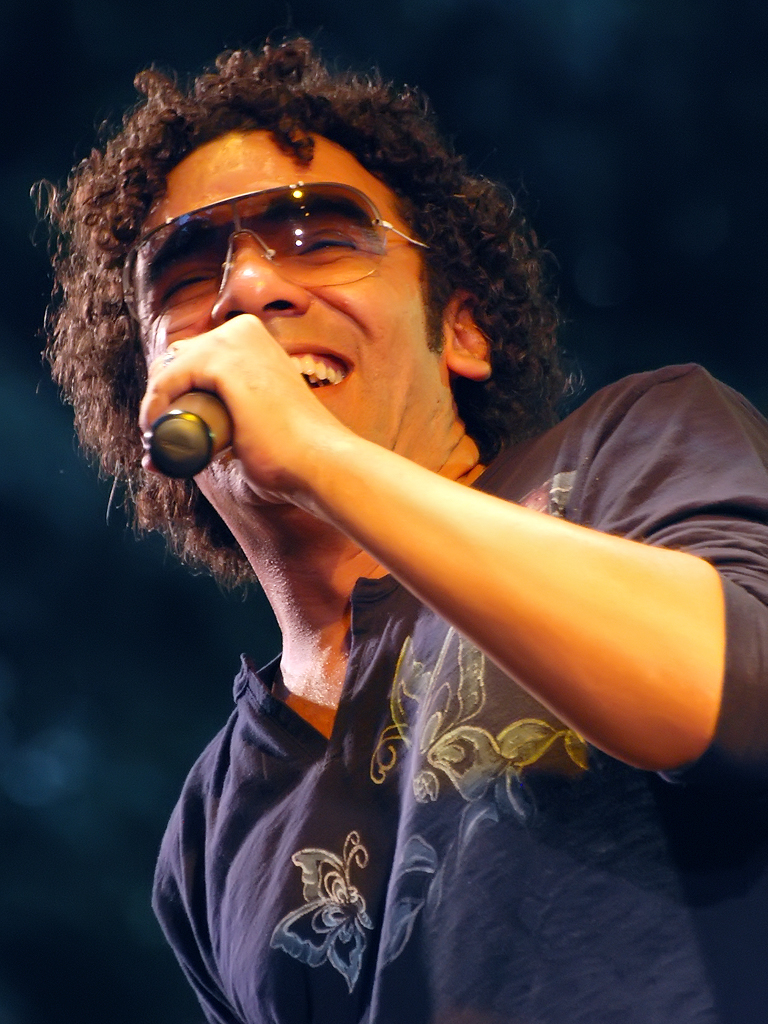
Wilson Simoninha, Melhor Trilha Sonora

| - Bacurau – Emilie Natacha Lesclaux, produtora - A Vida Invisível – Rodrigo Teixeira, produtor - Divino Amor – Rachel Ellis, Sandino Saravia Vinay, Katrin Pors e Maria Ekerhovd, produtores - Hebe: A Estrela do Brasil – Carolina Kotscho, Clara Ramos, Fernando Nogueira, Heloisa Jinzenji, Renato Klarnet, Lucas Pacheco e Claudio Pessutti, produtores - Simonal – Nathalie Felippe, produtora                    | - Kleber Mendonça Filho e Juliano Dornelles – Bacurau - Daniel Rezende – Turma da Mônica – Laços - Flávia Castro – Deslembro - Gabriel Mascaro – Divino Amor - Karim Aïnouz – A Vida Invisível |
| Melhor Atriz | Melhor Ator |
| - Andréa Beltrão – Hebe: A Estrela do Brasil como Hebe Camargo - Bárbara Colen – Bacurau como Tereza - Carol Duarte – A Vida Invisível como Eurídice Gusmão - Julia Stockler – A Vida Invisível como Guida Gusmão - Dira Paes – Divino Amor como Joana | - Fabrício Boliveira – Simonal como Wilson Simonal - Silvero Pereira – Bacurau como Lunga - Daniel de Oliveira – Morto Não Fala como Stênio - Gregório Duvivier – A Vida Invisível como Antenor - Marco Nanini – Greta como Pedro |
| Melhor Atriz Coadjuvante | Melhor Ator Coadjuvante |
| - Fernanda Montenegro – A Vida Invisível como Eurídice Gusmão - Alli Willow – Bacurau como Kate - Bárbara Santos – A Vida Invisível como Filomena - Karine Teles – Bacurau como Forasteira - Sônia Braga – Bacurau como Domingas | - Chico Díaz – Cine Holliúdy 2: A Chibata Sideral como Véi Gois - Antonio Saboia – Bacurau como Forasteiro - Caco Ciocler – Simonal como Santana - Flávio Bauraqui – A Vida Invisível como Detetive Macedo - Júlio Machado – Divino Amor como Danilo |
| Melhor Roteiro Original | Melhor Roteiro Adaptado |
| - Bacurau – Kleber Mendonça Filho e Juliano Dornelles - Los Silencios – Beatriz Seigner - Hebe: A Estrela do Brasil – Carolina Kotscho - Deslembro – Flávia Castro - Divino Amor – Gabriel Mascaro, Rachel Ellis, Esdraz Bezerra e Lucas Paraizo | - A Vida Invisível – Murilo Huser, Karim Aïnouz, Inés Bortagaray, baseado no livro A Vida Invisível de Eurídice Gusmão de Martha Batalha - Greta – Armando Praça, baseado na peça Greta Garbo, quem diria, acabou no Irajá de Fernando Melo - Minha Fama de Mau – L. G. Bayão, Lui Farias e Letícia Mey, baseado na autobiografia Minha Fama de Mau de Erasmo Carlos - Carcereiros - O Filme – Marçal Aquino, Fernando Bonassi, Dennison Ramalho e Marcelo Starobinas, baseado no livro Carcereiros de Drauzio Varella - Alma Imoral – Silvio Tendler e Nilton Bonder, baseado no livro A Alma Imoral de Nilton Bonder - Turma da Mônica – Laços – Thiago Dottori, baseado nos personagens de Maurício de Sousa e no romance gráfico de Vitor Cafaggi e Lu Cafaggi |
| Melhor Longa-Metragem Comédia | Melhor Longa-Metragem Documentário |
| - Cine Holliúdy 2: A Chibata Sideral - De Pernas pro Ar 3 - Eu Sou Mais Eu - Maria do Caritó - Minha Mãe É uma Peça 3 - Socorro, Virei Uma Garota! | - Estou Me Guardando para Quando o Carnaval Chegar - Alma Imoral - Amazônia Groove - Bixa Travesty - O Barato de Iacanga |
| Melhor Longa-Metragem Animação | Melhor Longa-Metragem Infantil |
| - Tito e os Pássaros - A Cidade dos Piratas - A Princesa de Elymia | - Turma da Mônica – Laços - Cinderela Pop - Sobre Rodas |
| Melhor Direção de Fotografia | Melhor Primeira Direção de Longa-Metragem |
| - A Vida Invisível – Hélène Louvart - Turma da Mônica – Laços – Azul Serra - A Sombra do Pai – Bárbara Alvarez - Deslembro – Heloísa Passos - Kardec – Nonato Estrela - Bacurau – Pedro Sotero | - Leonardo Domingues – Simonal - Alexandre Moratto – Sócrates - Armando Praça – Greta - Claudia Castro – Ela Disse, Ele Disse - Dennison Ramalho – Morto Não Fala |
| Melhor Direção de Arte | Melhor Efeito Visual |
| - A Vida Invisível – Rodrigo Martirena - Turma da Mônica – Laços – Cassio Amarante e Mariana Falvo - Kardec – Claudio Amaral Peixoto e Helcio Pugliese - Bacurau – Thales Junqueira - Simonal – Yurika Yamazaki | - Bacurau – Mikaël Tanguy e Thierry Delobel - Kardec – Claudio Peralta - Morto Não Fala – Hugo Gurgel, Guilherme Ramalho e Eduardo Schaal - Carcereiros - O Filme – Hugo Gurgel, Guilherme Ramalho e Eduardo Schaal - Turma da Mônica – Laços – Marco Prado |
| Melhor Figurino | Melhor Maquiagem |
| - A Vida Invisível – Marina Franco - Hebe: A Estrela do Brasil – Antônio Medeiros - Kardec – Kika Lopes e Rosangela Nascimento - Simonal – Kika Lopes - Bacurau – Rita Azevedo | - Hebe: A Estrela do Brasil – Simone Batata - Kardec – Anna Van Steen - Morto Não Fala – Britney Federline - Simonal – Rose Virçosa - A Vida Invisível – Rosemary Paiva - Bacurau – Tayce Vale |
| Melhor Montagem Ficção | Melhor Montagem Documentário |
| - Bacurau – Eduardo Serrano - A Vida Invisível – Heike Parplies - Greta – Karen Harley - Turma da Mônica – Laços – Marcelo Junqueira, AMC e Sabrina Wilkins, AMC - Simonal – Pedro Bronz e Vicente Kubrusly | - Estou Me Guardando para Quando o Carnaval Chegar – Karen Harley - Amazônia Groove – Bruno Murtinho - Torre das Donzelas – Célia Freitas e Paulo Mainhard - Fevereiros – Diana Vasconcellos - Meu Amigo Fela – Isabel Castro - Bixa Travesty – Olivia Brenga |
| Melhor Som | Melhor Trilha Sonora |
| - Simonal – Marcel Costa, Alessandro Laroca, Eduardo Virmond, Armando Torres Jr., ABC e Renan Deodato - Kardec – Evandro Lima, Tomás Alem, Bernardo Uzeda, Rodrigo Noronha e Gustavo Loureiro - Turma da Mônica – Laços – Jorge Rezende, Miriam Biderman, ABC, Toco Cerqueira e Reilly Steele - A Vida Invisível – Laura Zimmerman, Waldir Xavier e Björn Wiese - Bacurau – Nicolas Hallet, Ricardo Cutz e Cyril Holtz | - Simonal – Wilson Simoninha e Max de Castro - O Juízo – Antonio Pinto - A Vida Invisível – Benedikt Schiefer, Guilherme Garbato e Gustavo Garbato - Bixa Travesty – Linn da Quebrada - Bacurau – Mateus Alves e Tomaz Alves |
| Melhor Longa-Metragem Internacional | Melhor Longa-Metragem Ibero-Americano |
| - Parasita (República da Coreia) - Cafernaum (Líbano) - Coringa (EUA) - Dor e Glória (Espanha) - Era Uma Vez Em... Hollywood (EUA) | - A Odisseia dos Tontos (Argentina e Espanha) - As Filhas do Fogo (Argentina) - Família Submersa (Argentina e Brasil) - O Tradutor (Cuba e Canadá) - Vermelho Sol (Argentina e Brasil) |
| Melhor Curta-Metragem Documentário | Melhor Curta-Metragem Animação |
| - Viva Alfredinho! – Roberto Berliner - Amnestia – Susanna Lira - Extratos – Sinai Sganzerla - Fartura – Yasmin Thayná - Olhos D'água (TuãIngugu) – Daniela Thomas | - Ressurreição – Otto Guerra - Apneia – Carol Sakura e Walkir Fernandes - Céu da Boca – Amanda Treze - Poética de Barro – Giuliana Danza - Só Sei Que Foi Assim – Giovanna Muzel |
| Melhor Curta-Metragem Ficção | Melhor Série Animação (TV Paga / OTT) |
| - Sem Asas – Renata Martins - Alfazema – Sabrina Fidalgo - Angela – Marília Nogueira - Baile – Cíntia Domit Bittar - Rã – Ana Flavia Cavalcanti e Julia Zakia | - Turma da Mônica Jovem – 1ª temporada (Cartoon Network) - Bobolândia Monstrolândia – 1ª temporada (Nickelodeon e TV Cultura) - Charlie, o Entrevistador de Coisas – 1ª temporada (Discovery Kids) - Lupita no Planeta de Gente Grande – 1ª temporada (TV Brasil e TV Cultura) - Zuzubalândia – 1ª temporada (Cartoon Network, Boomerang, Tooncast) |
| Melhor Série Documentário (TV Paga / OTT) | Melhor Série Ficção (TV Paga / OTT) |
| - Quebrando o Tabu – 2ª temporada (GNT) - #OFuturoÉFeminino – 1ª temporada (GNT) - 1968 - O Despertar – 1ª temporada (Canal Curta) - Bandidos na TV – 1ª temporada (Netflix) - Diálogo Sobre o Cinema – 1ª temporada (Cine Brasil TV) | - Sintonia – 1ª temporada (Netflix) - Aruanas – 1ª temporada (Globoplay) - Coisa Mais Linda – 1ª temporada (Netflix) - Detetives do Prédio Azul (DPA) – 12ª temporada (Gloob) - Sessão de Terapia – 4ª temporada (Globoplay e GNT) |
| Melhor Série Ficção (TV Aberta) | |
| - Cine Holliúdy – 1ª temporada (Globo) - Carcereiros – 2ª temporada (Globo) - Elis - Viver é Melhor Que Sonhar – 1ª temporada (Globo) - Segunda Chamada – 1ª temporada (Globo) - Sob Pressão – 1ª temporada (Globo) | |

### Votos Populares
- Melhor Longa-Metragem Ficção:
- Melhor Longa-Metragem Documentário:
- Melhor Longa-Metragem Estrangeiro:
- Melhor Longa-Metragem Ibero-Americano: